# ديفيد تي. ديزني
ديفيد تي. ديزني هو محامي وسياسي أمريكي، ولد في 25 أغسطس 1803 في بالتيمور في الولايات المتحدة، وتوفي في 14 مارس 1857 في واشنطن العاصمة في الولايات المتحدة. نشط حزبياً في الحزب الديمقراطي. وقد انتخب عضو مجلس النواب الأمريكي ‏.